# Jean-Baptiste Olivier Garnerin
Pour les articles homonymes, voir Garnerin.
Jean-Baptiste Olivier Garnerin, né à Paris en 1766 où il est mort en 1848, est un aérostier français.

## Biographie
Frère de André-Jacques Garnerin et père d'Élisa Garnerin, il travaille à partir de 1815 avec le physicien Robertson sur des expériences de vols en ballon et perfectionne le système de parachute imaginé par son frère. 